# Tramwaje w Allaman/Gimel
Tramwaje w Allaman/Gimel − zlikwidowany system komunikacji tramwajowej w szwajcarskich miastach Allaman, Aubonne i Gimel.

## Historia
10 października 1894 został złożony wniosek o wydanie pozwolenia na budowę linii Allaman − Aubonne. Pierwszą część linii z Allaman do Aubonne otwarto 23 lipca 1896. Ostatnią, drugą część linii z Aubonne do Gimel otwarto 27 sierpnia 1898. Dodatkowo do Gimel dochodziła od 30 września 1898 linia tramwajowa z Rolle. Z powodu wzrastającego ruchu samochodowego, przestarzałego taboru i nierentowności po II wojnie światowej zaczęto myśleć o likwidacji linii tramwajowej. Jako pierwszy zlikwidowano odcinek Aubonne - Gimel 13 maja 1950. Drugi odcinek linii z Aubonne do Allman zlikwidowano 17 maja 1952. Oba odcinki zostały zastąpione linami autobusowymi. Zajezdnia tramwajowa znajdowała się w Aubonne. Napięcie w sieci wynosiło 600 V DC.

## Linia
Trasa linii tramwajowej:
- Allaman - Aubonne - Gimel

## Tabor
Do obsługi linii posiadano 7 wagonów silnikowych w tym 1 był wagonem towarowym oraz 5 wagonów doczepnych towarowych. 
Dane techniczne taboru:
| Typ     | Rok produkcji    | Liczba egzemplarzy/numery | Długość   | Waga     | Uwagi                    |
| ------- | ---------------- | ------------------------- | --------- | -------- | ------------------------ |
| Ce 2/2  | 1898, 1926, 1927 | 4/1−4                     | 7,3−9,4 m | 9−11 ton | wagony silnikowe         |
| Fe 2/2  | 1903             | 1/71                      | 7,3 m     | 8 ton    | wagon silnikowy towarowy |
| CFe 2/2 | 1898             | 2/61−62                   | 14,3 m    | 11 tona  | wagony silnikowe         |
| K       | 1896, 1898       | 3/21−23                   | 5,3 m     | 3 tony   | wagony towarowe          |
| M       | 1896, 1898       | 2/31, 33                  | 4,6 m     | 3 tony   | wagony towarowe          |